# 昌都棘豆
昌都棘豆（学名：Oxytropis multiramosa）为豆科棘豆属下的一个种。